# Gobierno de las Misiones Guaraníes
El gobierno de las Misiones Guaraníes, también llamado gobierno político y militar de Misiones o gobierno de los Treinta Pueblos de las Misiones Guaraníes, fue la estructura política y militar creada por la Corona española para administrar los pueblos jesuitas, luego de su expulsión en 1768 y que formaban parte de las gobernaciones de Paraguay y de Buenos Aires, en territorios que hoy forman parte de Argentina, Brasil, Paraguay y Uruguay.
Degradado a tenencia de gobierno desde el 12 de octubre de 1811, mantuvo una seudoautonomía hasta que fue anexado por la República de Entre Ríos el 30 de noviembre de 1820.[cita requerida]

## Organización de los jesuitas
En el siglo XVII la Compañía de Jesús llegó a la zona. Estos jesuitas iniciaron su actividad creando asentamientos. En pocos años, llegaron a crear 30 pueblos, en donde los guaraníes, que ya empezaban a practicar la agricultura, terminaron de adoptar el sedentarismo.

Los jesuitas crearon la llamada «Provincia de las Misiones» que originalmente tenía como límite oriental la Línea de Tordesillas y como límite septentrional (aproximado) el paralelo 20.º S (al este del río Paraná sus límites efectivos septentrionales estaban dados por el río Paranapanema o Paranapané), es decir, toda la región llamada La Pinería o Guayrá.
Los territorios de las Misiones se extendían por el norte de la Banda Oriental abarcando aproximadamente la mitad occidental de los actuales estados de Paraná y Río Grande do Sul. Pero al producirse la Restauración de Independencia de Portugal, en 1640, la región misionera de Guayrá quedó ocupada por el Brasil, debiendo exilarse al sur del arroyo Yabebirí los guaraníes misionenses que no habían sido esclavizados por los bandeirantes y mamelucos. Apenas pudo contenerse la invasión lusobrasileña en la feroz batalla de Mbororé (1641).
En 1702 los jesuitas de Yapeyú crearon la "Vaquería del Río Negro", formada por un extenso territorio entre los ríos Negro, Cuareim y Uruguay (actualmente perteneciente a Uruguay) que dedicaron a la explotación ganadera, en que en uno de los archivos guardados en la ciudad de Tacuarembó (Iglesia de San Francisco), se nombran dos estancias: San Juan Bautista, en la margen derecha del río Queguay (actuales vestigios de las estancias Buen Retiro y San Marcos, en los departamentos de Paysandú y Tacuarembó, respectivamente). En 1704 crearon la "Vaquería de los Pinares", en lo que es hoy parte del estado brasileño de Río Grande del Sur, limitada por la Sierra General, el río Uruguay y los extensos bosques al oeste.
Por cédula real del 26 de noviembre de 1726, puesta en efecto en 1729 y ratificada el 28 de diciembre de 1743 con la frase "Es mi Real ánimo no se haga tampoco novedad en este particular", los treinta pueblos de Misiones quedaron subordinados al gobernador de Buenos Aires, fijándose el río Tebicuary como límite con la Gobernación del Paraguay que debió ceder 13 pueblos, sin que estos dejaran de pertenecer al Obispado de Asunción.

[...] estén en el todo debajo el mando y jurisdicción del Gobernador de Buenos Aires las treinta Reducciones de Indios, que están a cargo de los Padres de la Compañía en el distrito del Paraguay, con plena y absoluta inhibición del Gobernador y justicias del mismo Paraguay (...) (Audibert, 1892, p. 229)

Entre los años 1754 y 1756 se llevó a cabo la guerra Guaranítica que enfrentó a los guaraníes misioneros con España y Portugal, debido a la cesión de los siete pueblos de las Misiones Orientales a Portugal y la obligación de trasladarse al occidente del río Uruguay.

## Consecuencias de la expulsión de los jesuitas

### Nuevas órdenes religiosas en Misiones
Al ser expulsados los jesuitas por orden del rey Carlos III mediante la Pragmática Sanción del 27 de febrero de 1767, misioneros de otras órdenes religiosas tomaron a su cargo los pueblos:
- Dominicos: Yapeyú, San Borja, San Nicolás, San Carlos, Mártires, San Miguel (del obispado de Buenos Aires); San Ignacio Miní, Trinidad, Santa María de Fe (del obispado de Asunción).
- Franciscanos: Concepción, La Cruz, San José, San Juan Bautista, San Luis, San Javier (del obispado de Buenos Aires); Santa Ana, Encarnación de Itapúa, Santa Rosa, Jesús, San Cosme y Damián (del obispado de Asunción).
- Mercedarios: San Ángel, San Lorenzo, Santo Tomé, Santa María la Mayor, Apóstoles (del obispado de Buenos Aires); Loreto, Candelaria, Corpus, Santiago, San Ignacio Guazú (del obispado de Asunción).

### Tenencias de gobierno del Paraná y del Uruguay

Localización de los treinta pueblos de las misiones guaraníes en el actual territorio de Argentina, Brasil y Paraguay.

El 7 de junio de 1767, el gobernador Francisco de Paula Bucarelli, recibió las instrucciones secretas enviadas por el Conde de Aranda, presidente del Consejo de Castilla, para expulsar a los jesuitas de las gobernaciones de Buenos Aires, Tucumán y Paraguay y dar así cumplimiento a la Real Orden del 27 de febrero de 1767. El 3 de julio en Buenos Aires y el 12 en Córdoba comenzaron las detenciones de los jesuitas y las ocupaciones de colegios, residencias y estancias.  Para hacer lo mismo en los treinta pueblos misioneros Bucareli necesitó dar unos pasos previos: a) pidió la remisión de un corregidor y un cacique de cada pueblo. Un total de 57 individuos vinieron a Buenos Aires, donde fueron agasajados, participaron en solemnes ceremonias y recibieron regalos. Estas personas integrarían, al año siguiente, la expedición a las Misiones para facilitar la expulsión de los jesuitas; b) buscó religiosos de distintas congregaciones que conocieran el idioma guaraní para sustituir a los jesuitas; c) reclutó laicos para administrar cada pueblo y d) constituyó una fuerza militar para allanar cualquier tipo de resistencia. Esta operación que denominó “Expedición en las Misiones del Paraguay para hacer salir de allí a los jesuitas y hacerlos pasar a Europa” comenzó recién diez meses después. El 24 de mayo de 1768, Bucareli partió de Buenos Aires rumbo a Salto. Allí ordenó al capitán Bruno de Zavala que, con las fuerzas que lo estaban esperando en San Miguel, comenzara la expulsión en los pueblos al este del río Uruguay comenzando desde Santo Ángel, el más lejano. Bucareli se encargó de hacer lo mismo en los pueblos entre el río Uruguay y el Paraná avanzando por el centro rumbo a Candelaria. En forma coordinada, envió al capitán Riva Herrera, para que, con el apoyo del gobernador Carlos Morphi del Paraguay, ingresara a los siete pueblos guaraníes existentes entre el río Tebicuary y el Paraná.  Al finalizar su tarea, Riva Herrera se reunió, el 17 de agosto, con Bucareli en Candelaria. Todos los expulsados fueron enviados a Buenos Aires y de allí embarcados hacia Cádiz.
A comienzos del año 1767, Francisco de Paula Bucarelli, apartándose del capítulo V de las instrucciones del Conde Aranda, dividió en dos tenencias de gobierno los pueblos de las Misiones: agrupó los veinte pueblos del norte y sur del alto Paraná, desde Apóstoles y San Javier inclusive hacia el norte y, por el otro, los restantes diez pueblos del Uruguay y sus muchas estancias desde Yapeyú hasta San Miguel. El 14 de febrero de 1767 designó al capitán Juan Francisco Riva Herrera como gobernador interino de la primera, con sede en Candelaria, y al capitán Francisco Bruno de Zavala como gobernador interino de la segunda, con sede en Yapeyú. Esta agrupación de los pueblos siguió en gran medida la vieja línea política y religiosa del siglo XVI con la excepción de los pueblos de la margen derecha del Alto Uruguay porque dependían comercialmente de Candelaria. La organización del gobierno eclesiástico quedó a cargo del cura de Corrientes doctor Antonio de la Trinidad Martínez de Ibarra, como delegado del obispo de Buenos Aires.
En oficio de octubre de 1768, Bucarelli explicó al Conde de Aranda que la partición en dos gobiernos lo había hecho para facilitar las visitas a un territorio muy extenso y mantener la vigilancia de la frontera con los portugueses. 
Bucarelli entregó a los nuevos funcionarios las “Instrucciones a que se deberán arreglar los gobernadores interinos que dejo nombrados en los pueblos de Indios Guaranís del Uruguay y Paraná, no habiendo disposición contraria de Su Majestad”. Estas instrucciones, datadas en Candelaria el 23 de agosto de 1768, que siguen el modelo portugués para las ex misiones jesuíticas, separaban la responsabilidad espiritual, que quedaba en manos de los curas, de las temporales, a cargo de los gobernadores y administradores. Respecto de los gobernadores no establecían con claridad sus funciones ni responsabilidades.

## Gobierno general de las Misiones subordinado a la gobernación rioplatense

### Nombramiento del gobernador general Zavala y su tenencia de gobierno de Candelaria
El 27 de diciembre de 1769 el gobernador Bucarelli le aceptó la renuncia al teniente de gobernador Juan Francisco de la Riva Herrera, reorganizó la administración interina de Misiones el 15 de enero de 1770 con Francisco Bruno de Zavala como gobernador general interino de Misiones con sede en Candelaria y seguiría subordinado a la gobernación del Río de la Plata.
Al año siguiente, manteniendo el cargo de gobernador general de los Treinta Pueblos, quedó con una jurisdicción directa sobre quince de los mismos con el título de teniente de gobernador de Candelaria, siendo estos: Jesús, Trinidad, Encarnación, Candelaria, Santa Ana, Loreto, San Ignacio Miní, Corpus, Santa María la Mayor, San Carlos, Apóstoles, San José, Concepción, Mártires, y San Javier, y finalmente fue confirmado en el cargo por real cédula en Madrid del 25 de julio de 1771, renovada por cinco años más el 4 de octubre de 1775.

### Formación de las tenencias de gobierno de Yapeyú, de Santiago y de San Miguel
Los otros quince pueblos que quedaron fuera de la jurisdicción de la tenencia de gobierno de Candelaria al mando directo de Zavala, que al mismo tiempo era gobernador general, fueron divididos en 1771 en tres departamentos a cargo de los tenientes de dragones del Regimiento de Buenos Aires: Gaspar de la Plaza, José Barbosa y Francisco Pérez de Saravia.
Estos departamentos o tenencias de gobierno eran para el primero la de San Miguel con jurisdicción sobre los seis pueblos del actual Brasil (excepto San Francisco de Borja), para el segundo la tenencia de gobierno de Santiago con los cinco pueblos al sur del río Tebicuary (del actual Paraguay) —sucedido el 23 de febrero de 1781 por Francisco Martínez Lobato que había sido nombrado el 2 de diciembre de 1780 como teniente de gobernador— y para el tercero la de Yapeyú con los tres pueblos mesopotámicos a orillas del río Uruguay y San Borja.
El gobernador y sus lugartenientes entendían en los asuntos de guerra, justicia, policía y real hacienda, mientras que en lo eclesiástico ejercía el gobernador el vicepatronato real eligiendo al cura y su compañero para cada pueblo de una terna presentada por los obispos de Asunción o de Buenos Aires según a que jurisdicción pertenecía la reducción.
En 1772 fue nombrado como administrador general de los pueblos de Misiones el escribano Juan Ángel de Lascano para reactivar los principales artículos de la provincia como el algodón y el ganado vacuno, haciéndolo de manera óptima (hasta que dejó el cargo burocrático en 1785).

### Expansión hacia el sur de la tenencia de gobierno de Yapeyú
En 1775 Juan de San Martín arribó a Yapeyú como teniente de gobernador para hacerse cargo de este departamento, que comprendía además los pueblos de La Cruz, Santo Tomé y San Francisco de Borja, y quien llevó adelante la colonización de los campos deshabitados ubicados entre el río Miriñay y el arroyo Yeruá (al sur de la actual ciudad de Concordia).
De esta forma, el teniente de gobernador San Martín incorporó dichos territorios a la jurisdicción misionera, en donde creó las estancias de La Merced (hoy Monte Caseros), San Gregorio (cerca de Mocoretá), Concepción de Mandisoví (cerca de Federación) y Jesús del Yeruá (un poco al sur de Concordia), por lo que pudo afianzar la ruta comercial del río Uruguay que debía saltar los escollos del los saltos Chico y Grande, para lo cual se reactivó el puerto de San Antonio del Salto Chico.

### Creación del Virreinato del Río de la Plata y competencias del gobernador misionero

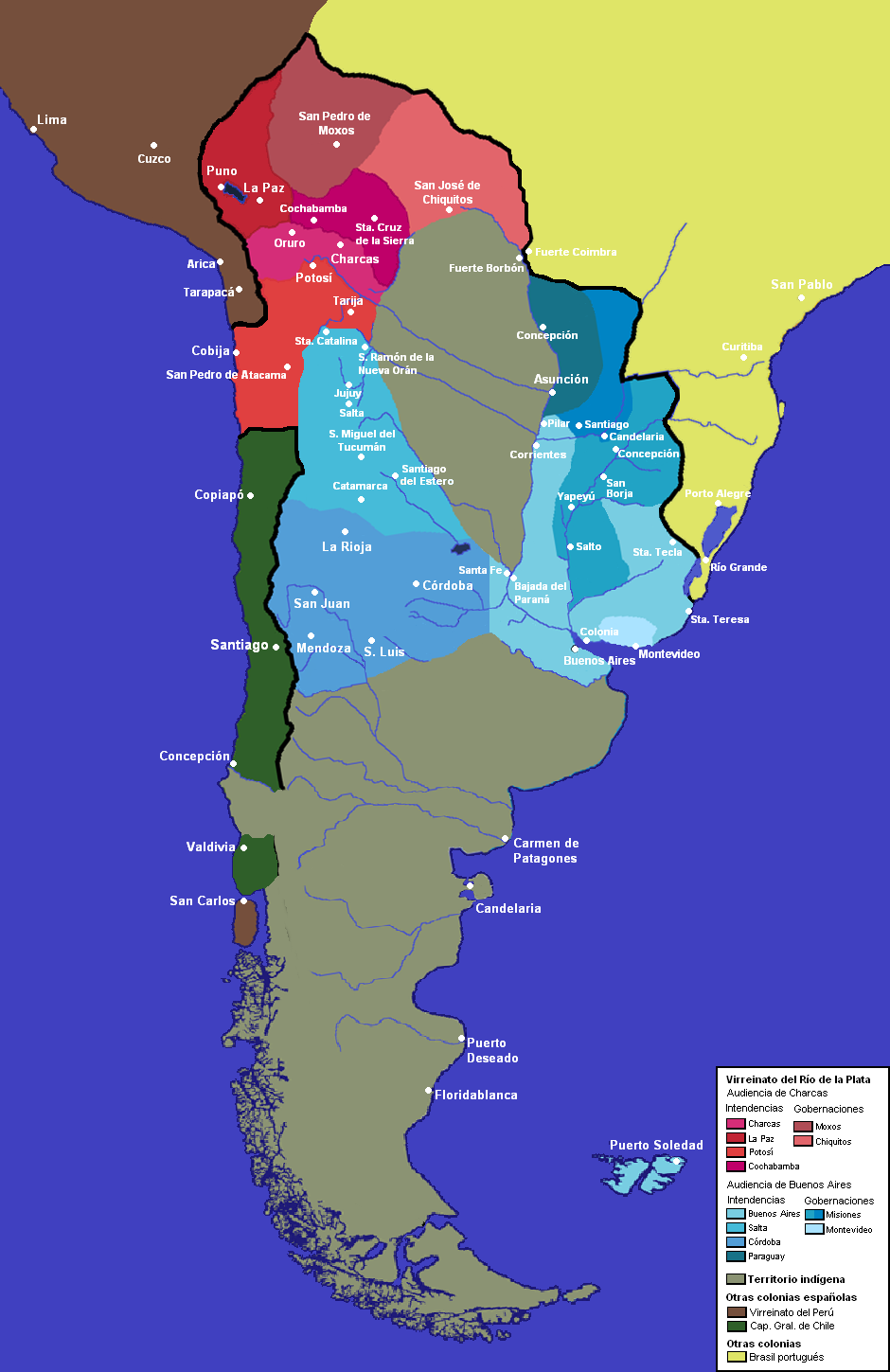
Audiencias, Intendencias y Gobernaciones

La real cédula de San Ildefonso del 1 de agosto de 1776 creó interinamente el Virreinato del Río de la Plata con parte del Virreinato del Perú y sede en Buenos Aires. Otra real cédula dictada en San Lorenzo el 27 de octubre de 1777 dio por definitivamente constituida la administración virreinal, quedando el territorio misionero dentro del nuevo virreinato.
A partir de 1778 el gobernador de Misiones dejó de tener jurisdicción sobre los asuntos de real hacienda que fueron centralizados en Manuel Ignacio Fernández como Intendente de todos los ramos de la Real Hacienda en Buenos Aires.

### Interinato misionero de Francisco Fiera y teniente de gobernador de Candelaria
Debido a un pleito con el administrador Lascano el gobernador Francisco Bruno de Zavala dejó su puesto en 1777, y en dicho año le sucedió interinamente Francisco Fiera e inclusive como teniente de gobernador de Candelaria, cargos que ocuparía hasta el 8 de febrero de 1786, cuando tomó el mando nuevamente el gobernador titular Francisco Bruno de Zavala.

### Nueva tenencia de gobierno de Concepción de las Misiones
El gobernador bonaerense Juan José de Vértiz y Salcedo otorgó mayor independencia administrativa a los departamentos, a cargo de dichos tenientes de gobernador y además estableció el nuevo departamento de Concepción con siete pueblos, separados del de Candelaria que era la sede del gobernador general misionero y que a su vez también era su teniente de gobernador.
En esta nueva división administrativa se nombró como primer teniente de gobernador a José Barbosa desde 1780 y que sería sucedido por Gonzalo de Doblas en 1784.

## Nuevo sistema de intendencias
El nuevo régimen de intendencias que se aplicó a partir del 29 de noviembre de 1783 en el recientemente creado virreinato del Río de la Plata significó nuevos cambios políticos y administrativos en los treinta pueblos de las misiones que nuevamente quedaron distribuidos entre las intendencias del Paraguay y Buenos Aires conforme al laudo de 1727. 

## Pueblos dependientes de la Intendencia del Paraguay
El intendente del Paraguay, Pedro de Melo de Portugal, en respuesta del 13 de abril de 1784 a una consulta del virrey Marqués de Loreto, señaló que los trece pueblos que correspondían al obispado de Asunción, también debían corresponder en lo temporal a su intendencia. De esta manera, quedaron bajo su control político y administrativo:
a) Los cinco pueblos que correspondían al departamento de Santiago, a saber, 
Santiago (cabecera del departamento), San Cosme (en el actual departamento paraguayo de Itapúa), Santa Rosa, San Ignacio Guazú y Santa María de Fe, todos ubicados al sur del río Tebicuary (actual Paraguay);
b) Y los ocho restantes, localizados en una y otra banda del rio Paraná, a saber, Candelaria (capital de la gobernación y cabecera departamental), Santa Ana, Loreto, San Ignacio Miní, Corpus, ubicados sobre la margen izquierda del río Paraná (actual Argentina) y sobre la derecha Encarnación de Itapúa, Trinidad y Jesús  (actual Paraguay).
Esta nueva distribución fue aprobada por el virrey el 14 de julio de 1784.

## Pueblos dependientes de la Intendencia de Buenos Aires
- Departamento de Yapeyú: integrado con los pueblos de: Yapeyú (cabecera del departamento), La Cruz y Santo Tomé al oeste del río Uruguay (actual Argentina) y al este del mismo río, San Borja (actualmente del Brasil), los de la ribera occidental del río Uruguay su jurisdicción llegaba hasta el arroyo Yeruá y los de la ribera oriental hasta el río Negro.

- Departamento de San Miguel: integrado con los pueblos de: San Miguel (cabecera del departamento), San Nicolás, San Luis, San Lorenzo, San Juan y San Ángel, todos ubicados entre el río Uruguay, el Yacuy y el arroyo Piratiny (en el actual Brasil).

- Departamento de Concepción: integrado con los pueblos de: Concepción (cabecera del departamento), San José, San Carlos, Apóstoles, Santa María la Mayor, Mártires y San Xavier, todos ubicados al occidente del río Uruguay entre las nacientes del Aguapey y el arroyo Guazú Pisoró (actual Argentina).

### Delimitación entre la tenencia de gobierno de Corrientes y la de Misiones
El virrey Avilés dispuso el 18 de enero de 1800 una línea limítrofe provisional para las Misiones y Corrientes, estableciendo ser de Yapeyú:

... desde la cuchilla, que jira desde las inmediaciones del Rio Corriente y Miriñay en sus nacientes del Yberá, hasta las de Guayquiraró y Mocoretá, dividiendo las vertientes de las aguas en aquellos campos; con lo que quedaron sujetos á aquel Gobierno todos los establecimientos de aquella banda de dicha cuchilla en que se comprehende la capilla de Nuestra Señora del Pilar del Curato de San Roque, asistida de un clérigo con jurisdiccion espiritual: está situada entre los Rios Miriñay, y Mocoretá, sobre el de Curuzucuatíá.

Avilés explicó el límite a su sucesor Joaquín del Pino en su Memoria:

La ciudad de Corrientes pretende estender su jurisdicción con perjuicio del Departamento de Yapeyú; sobre que sigue pleito, y para cortar en parte los perjuicios, determiné por providencia interina fuesen límites de ambas jurisdicciones, las cabeceras y puntas de los arroyos que desaguan en el río de Corrientes hácia la parte del Miriñay, y la del pueblo de Yapeyú, desde dichas cabeceras de arroyos, en que se incluyen los que desaguan en el Rio Miriñay, y hasta las cabeceras del Arroyo Gualeguay Grande, que enfrentan con el Salto Chico, siguiendo hácia el nordeste hasta Itapuá Guazú.

### Fundación de la villa misionera de Belén en la Banda Oriental
El 14 de marzo de 1801 fue fundada la villa de Belén en territorio misionero, con vecinos trasladados de los pueblos de Las Víboras, Espinillo, Santo Domingo de Soriano y Paysandú. La villa quedó bajo dependencia del gobernador de Misiones.

### Invasión luso-brasileña de las Misiones Orientales

La pérdida de las Misiones Orientales por la invasión luso-brasileña de 1801

El 8 de agosto de 1801, un grupo de irregulares portugueses aliados con algunos guaraníes descontentos, en el contexto de la Guerra de las Naranjas, ocuparon el pueblo de San Miguel Arcángel y pocos días después conquistaron el resto del departamento y el pueblo de San Borja. El Tratado de Badajoz del mismo año, reconoció la soberanía española en los territorios conquistados en las Misiones Orientales, pero Portugal no las entregó y anuló el tratado el 1 de mayo de 1808, perdiéndose para España los siete pueblos y once estancias al este del río Uruguay.
Con el territorio de las Misiones Orientales entre el río Uruguay al oeste y el río Ibicuy al sur, Portugal creó el distrito de Misiones, incorporado a la capitanía de San Pedro del Río Grande del Sur, con sede en Río Grande (en el año 1808 pasaría a ser comandancia militar de Misiones y posteriormente, en el año 1810, se estableció el límite en el río Cuareim pero fueron expulsados por Guazurary al año siguiente, hasta que en 1820 los luso-brasileños invadieran desde el Norte a la entonces «Provincia Oriental»).

### Nuevamente el gobernador Zavala en Misiones y los sucesivos interinatos
Francisco Fiera dejó el gobierno de Misiones al reintegrarse en el cargo Francisco Bruno de Zavala el 8 de febrero de 1786 y este permaneció en el puesto hasta que falleció el 31 de marzo de 1800.
Le sucedió a Zavala interinamente el coronel Joaquín de Soria y Santa Cruz que llegó a ocuparlo recién el 5 de noviembre de 1800, y fue confirmado como titular por real orden del 3 de diciembre de 1801.
Al ser nombrado Soria como gobernador subordinado de Montevideo, fue designado interinamente el capitán de navío Santiago de Liniers el 5 de noviembre de 1802, pero recién asumió el puesto en Candelaria el 6 de marzo de 1803, para ocuparlo hasta el 8 de octubre de 1804.

## Gobierno militar y político de Misiones (1803-1810)

### Nombramiento de Bernardo de Velasco
El nuevo régimen de intendencias, la fragmentación del gobierno, los problemas de jurisdicción y competencias, la guerra de 1801 y el avance portugués sobre las misiones orientales determinaron la necesidad de reestructurar el gobierno de los pueblos guaraníes. Por real decreto del 28 de marzo de 1803 se creó el Gobierno militar y político de las Misiones unificando los pueblos y separándolos de las intendencias del Paraguay y Buenos Aires. Por real cédula del 17 de mayo de 1803 se nombró al teniente coronel Bernardo de Velasco como gobernador militar y político quien asumió el cargo en Candelaria el 9 de octubre de 1804.

[...] a cuyo fin he venido en conferir el Gobierno militar y político que he tenido a bien crear por mi Real Decreto de veinte y ocho de Marzo de este año al Teniente Coronel D. Bernardo de Velasco, para que tenga el mando de los treinta pueblos Guaranis(sic) y Tapes con tal independencia de los gobiernos del Paraguay y Buenos Aires, bajo los cuales se hallan divididos en el día por ser tan importante la creación de un Gobierno en aquel paraje [...]. Real cédula dada en Aranjuez, 17 de mayo de 1803. (Audibert, 1892, p. 323-324)

### Reunión de los gobiernos de la Intendencia del Paraguay con los Treinta pueblos de las Misiones (1805-1811)
Desde 1798, el gobernador de la intendencia del Paraguay Lázaro de Ribera se había resistido, tanto al virrey marqués de Avilés como a del Pino, a la abolición del sistema comunitario de los pueblos guaraníes. En 1803, el rey dispuso la abolición de las encomiendas y la liberación de los indígenas. En 1805, la Corona española decidió modificar su estrategia militar ante el avance portugués sobre las Misiones. Era evidente, que por su situación geográfica, debilidad militar y homogeneidad etnocultural, debían ser socorridas por las fuerzas de la provincia del Paraguay para lo cual era necesario colocarlas bajo un mando unificado. Fue Manuel Godoy el de la idea de “la reunión de las dos provincias(sic) que están inmediatas”. Hecha la consulta real a la Junta Consultiva de Fortificación y defensa de Indias sobre cuál de los gobernadores debía ser separado del cargo para lograr esta nueva estructuración, la Junta se decidió por Velasco teniendo en cuenta su calificación como militar profesional. De esta manera, el 12 de septiembre de 1805, Carlos IV decidió que el coronel Bernardo de Velasco, gobernador de Misiones, “reuna en si”, transitoriamente, ambos gobiernos con dos objetivos: facilitar rápida y eficazmente la defensa de las Misiones y cumplir con los deseos de rey de “dar libertad a los infelices indios repartidos en ellas”.
Sobremonte, en oficio del 12 de abril de 1806 dirigido a Velasco, ya en conocimiento de su nuevo nombramiento pero antes que asumiera el cargo, “reflexionó” sobre los problemas que la “distancia” podría producir en el gobierno de los pueblos de las Misiones que “quedan siempre bajo su mando”.  Al efecto aconsejó a Velasco que le propusiera los medios que su “celo y conocimiento” considerara necesarios para solucionar esa situación aclarando “sin perjuicio de la dependencia que deben tener de vuestra señoría”, según lo había dispuesto el rey.
Velasco asumió su nuevo cargo en Asunción el 5 de mayo de 1806, trece días antes que la fragata Leda, avanzada de la expedición inglesa al Río de la Plata, pasara frente a la Fortaleza de Santa Teresa.
El 25 de febrero de 1807, la Real Audiencia de Buenos Aires, a cargo del gobierno militar y político del virreinato, envió un oficio al coronel Velasco para que se ponga en camino hacia Buenos Aires “y acelerando su marcha cuanto sea dable se presentará en ella, haciendo caso omiso de las atenciones del gobierno o recursos de los vecinos o cuerpos”. El 1° de abril arribó por tierra a Buenos Aires. Cabe acotar que esta orden imperativa de la Real Audiencia no se consultó ni se comunicó a Liniers y, según el propio Velasco, “no le fue muy grata cuando lo supo”. Dada la premura en cumplir la orden, Velasco tuvo que nombrar a Pedro Antonio Ozcariz en su reemplazo. El 19 de mayo de 1807, la Real Audiencia designó a Bernardo de Velasco como Subinspector y Mayor General del Ejército del Virreinato, en comisión, y nombró, en reemplazo de Ozcariz, al coronel Manuel Gutiérrez Varona, cargo que asumió al mes siguiente. 
El 2 de mayo de 1808, Liniers nombró al capitán de infantería Agustín de la Rosa con el título de Comandante General de las Armas en los pueblos de las Misiones. Con funciones exclusivamente militares podía ejercer también tareas policiales. Desde el punto de vista orgánico estaba subordinado al responsable militar de la jurisdicción, en este caso, al gobernador de los Treinta Pueblos de las Misiones, cargo que ejercía oficialmente Velasco pero que, por las circunstancias antes mencionadas, estaba a cargo, interinamente, el coronel Manuel Gutiérrez Varona. El nombramiento tenía como objetivo adiestrar y armar una partida de blandengues que de la Rosa tenía en ese momento a su cargo trasladándose con ellos a Concepción. Se designaron como subalternos dos oficiales, el capitán José Bolanoz(sic) y el teniente Juan de Urquiza que se ubicarían en Candelaria y Yapeyú respectivamente y dos que actuarían como ayudantes personales. En los hechos, los blandengues tuvieron problemas con la población del primer pueblo al que llegaron por lo que volvieron a su punto de partida. Sin embargo, el capitán De la Rosa se mantuvo en las Misiones vinculándose exclusivamente con el virrey Liniers. Velasco retomó su cargo en Asunción el 19 de junio de 1809 pero esperó hasta el 19 de octubre para amonestarlo por esta falta disciplinaria. La demora obedeció a los poderosos vínculos que el citado capitán tenía en Buenos Aires y España: el virrey Liniers era no solo su concuñado sino también padrino de uno de sus hijos; el poderoso comerciante Martin Simón de Sarrratea era su suegro; y el no menos importante León de Altolaguirre era su tío, quien, desde España y haciendo uso de sus múltiples contactos con las altas esferas, había intentado con anterioridad conseguirle un cargo. Con el reemplazo de Liniers por Cisneros, la declinación de la influencia de Altolaguirre y el conflicto con Velasco, De la Rosa pidió su retiro a Cisneros aduciendo razones de salud.

### Nombramiento de Rocamora como teniente de gobernador de Misiones
Cuando el oficio de Velasco del 22 de noviembre de 1809, en la que protestaba por la conducta de De la Rosa, llegó a manos del virrey Cisneros, este ya había designado, el 14 de diciembre del mismo año, al sargento mayor graduado de coronel Tomás de Rocamora para encargarse de los asuntos políticos y militares de Misiones. Rápidamente, por providencia del 19 de diciembre de 1809, Cisneros comunicó a Velasco que había suspendido esa designación a la espera de su conformidad.
El virrey expresó claramente que su idea era designar un jefe político y militar en Misiones bajo la dependencia de Velasco, similar a la que había propuesto Sobremonte en su oportunidad. El 10 de enero de 1810 Velasco ofició al virrey dando su conformidad. En consecuencia, Cisneros nombró a Rocamora como teniente de gobernador de las Misiones en "calidad de subordinado" de Velasco, en un todo de acuerdo con la Real Cédula de mayo de 1803.
Rocamora gobernó sobre los departamentos de Yapeyú, Candelaria y Concepción, quedando los territorios del departamento de Santiago, al norte del Paraná, bajo el gobierno directo de Velasco.

## La Revolución de Mayo y el reconocimiento de Misiones a la Primera Junta
Al tomar conocimiento de la Revolución de Mayo el 16 de junio de 1810, Tomás de Rocamora comunicó el 18 de junio su reconocimiento a la junta provisional a nombre de Fernando VII. El 23 de julio Rocamora solicitó protección a la Junta al haber recibido una comunicación de Velasco expresando su reconocimiento al Consejo de Regencia.
El 10 de agosto Rocamora reiteró su pedido de auxilios y solicitó la formalización de la separación de Misiones respecto de Velasco:

La la. y más instante Providencia que espero se sirva dar V.E. es separar esta Provincia de Misiones, del mando y toda relación de Dependencia del Paraguay, mientras dure dicha relación, están estos Departamentos comprometidos y azorados, entre dos mandos opuestos.

El 26 de agosto la Junta le ordenó cortar toda comunicación con el Paraguay y el 16 de septiembre de 1810 le comunicó la completa separación de Misiones respecto al gobierno del Paraguay, nombrándolo gobernador de Misiones, pero Velasco entró en Candelaria el 30 de agosto de 1810 y ordenó la captura de Rocamora.

### Anexión paraguaya en 1810 de los departamentos de Santiago y de Candelaria
Los departamentos de Candelaria y Santiago fueron expropiados a la fuerza por el gobernador intendente realista Bernardo de Velasco, por lo cual la Junta Grande envió al patriota Manuel Belgrano al frente de una expedición al Paraguay en septiembre de 1810.
Tras la derrota de Belgrano en marzo de 1811, Velasco nombró a Fulgencio Yegros como teniente de gobernador de Misiones con Candelaria y Santiago, quien quedó en Itapúa al frente de dos escuadrones de caballería. El 14 de mayo del mismo año se produjo la revolución en el Paraguay, pero Yegros continuó como teniente de gobernador hasta junio del citado año.

### Revolución paraguaya y el tratado confederal con las provincias rioplatenses hasta 1815
Por el Tratado confederal paraguayo-rioplatense firmado entre Buenos Aires y Asunción el 12 de octubre de 1811, se establecía al río Paraná como límite provisorio entre ambos estados, pero se dejaba en custodia del gobierno de Asunción el departamento Candelaria hasta la reunión de un Congreso General que estableciera los límites, manteniéndolo hasta el 12 de septiembre de 1815, en que fue ocupado por el caudillo federal misionero Andrés Guazurarí, un fuerte aliado de José Gervasio de Artigas.

Bandera de Misiones de 1815 hasta 1827.

Cuando fue apresado Guazurary por los luso-brasileños, sus lugartenientes lo remplazaron interinamente, primero Pantaleón Sotelo desde el 24 de junio de 1819 hasta que falleció en la batalla de Tacuarembó el 22 de enero de 1820 y a este le sucedió Francisco Javier Sití el 5 de marzo de 1820, que fue nombrado como «Comandante General Interino de la Provincia de Misiones».

## Departamento entrerriano de Misiones y autonomía provincial
El 15 de agosto, Artigas intentaría ocupar Asunción del Cambay pero fue rechazado y el 5 de septiembre de 1820, en Candelaria cruzaría el río Paraná con sus hombres que fueron repartidos entre distintos pueblos del Paraguay, terminando definitivamente su actuación pública.
El 25 de julio del citado año el comandante general misionero Francisco Javier Sití, subordinado a la Provincia Oriental, se pasó al bando del gobernador entrerriano Francisco Ramírez, con quien firmó poco después el Acuerdo de Mocoretá, en el cual reconocía la subordinación de Misiones al gobernador Ramírez, fundador de la República de Entre Ríos desde el 29 de septiembre, convirtiendo a Corrientes y a Misiones en departamentos.
Cuando el comandante general Sití fuera derrotado el 13 de diciembre del mismo año, la dirección de la entonces comandancia general de Misiones pasó al mestizo correntino Félix Aguirre quien lo gobernó desde el 9 de julio y aceptó la incorporación a la vecina provincia de Corrientes pero el cacique guaraní Nicolás Aripí resistió dicha anexión por querer seguir estando subordinado a la provincia de Entre Ríos hasta diciembre de 1821, fecha del triunfo de la invasión y ocupación paraguaya de Misiones.
El 25 de enero de 1822 se firmó el Tratado del Cuadrilátero entre las provincias de Buenos Aires, Santa Fe, Entre Ríos y Corrientes, en el que se reconoció la autonomía de la provincia de Misiones. Los límites con Corrientes fueron fijados por este tratado en el río Miriñay y la Tranquera de Loreto (ejidos del actual municipio de Ituzaingó).